# مستشفى مبارك الكبير
مستشفى مبارك الكبير، هو مستشفى عام يقع في منطقة الجابرية في محافظة حولي، وهو يتبع من الناحية الإدارية منطقة حولي الصحية. افتتح المستشفى عام 1982، وترجع تسميته بهذا الاسم للشيخ مبارك الصباح.
يقدم المستشفى خدماته بشكل عام لجميع سكان محافظة حولي، ويقع في منطقة الجابرية وأيضا بعض التخصصات غير المتوفرة في المستشفيات الأخرى لجميع مناطق الكويت. يقدم المستشفى جميع الخدمات الطبية والجراحية بالإضافة إلى المهمات التعليمية لطلبة كلية الطب والأطباء، وكذلك البحوث الطبية. ويقع بجانبه بنك الدم الكويتي. ويغطي مستشفى مبارك الكبير مناطق سكانية يبلغ مجموع تعدادها حوالي 700.000 نسمة.